# KGUM (AM)
KGUM（567 AM，“News Talk K57”）是位于关岛阿加尼亚的一个广播电台，由索伦森太平洋广播开办，在1975年2月开播，发射功率10千瓦。主要播放新闻、评论和实用生活节目，另外在星期六还有音乐节目。